# آنجلا اتوندی اسانبا
آنجلا اتوندی اسانبا یک کامرونیایی عکاس است که در آمستردام زندگی و کار می‌کند. او بیشتر به خاطر آثارش در عکاسی سیاه و سفید و انسانی شناخته می‌شود، که اغلب بر روی زن آفریقایی به عنوان موضوع تمرکز دارد. اسانبا یکی از برجسته‌ترین و موفق‌ترین عکاسان زن آفریقایی نسل خود است، که بیش از ۲۰۰ نمایشگاه در سراسر جهان و بیش از ۵۰ نشریه در ژورنال‌ها و مجلات داشته است. او گفته است که «عکاسی برای من یک نیاز است، نیاز به بیان و ارتباط برقرار کردن. تا زمانی که این نیاز وجود داشته باشد، من خلق خواهم کرد.»

## زندگی‌نامه
آنجلا اتوندی اسانبا در سال ۱۹۶۲ در دوآلا، کامرون به دنیا آمد و در اقامتگاه پدربزرگش در یائونده بزرگ شد. در یک مصاحبه با فمی آکومولافه، او زندگی در یک جامعه بزرگ از خاله‌ها، عموها، برادرزاده‌ها، برادران، پسرعموها و خواهرها، «با همه زندگی در کامل‌ترین هماهنگی بدون تلاش» را به یاد آورد. در سن ۹–۱۰ سالگی، او با پدرش به پاریس نقل مکان کرد، جایی که تا دریافت آموزش دبیرستانی خود زندگی کرد. سپس، تا سال ۱۹۸۲، او ازدواج کرد و به آمستردام (هلند) نقل مکان کرد، جایی که او شروع به تحصیل در مدرسه عکاسی حرفه‌ای هلند (مدرسه ای هلندی برای عکاسی حرفه‌ای) کرد. اسانبا بعداً در لیسه در پاریس تحصیل کرد، جایی که او فلسفه، رقص و عکاسی را مطالعه کرد. او پس از نوزده سال از چیزی که در مصاحبه با فمی آکومولافه «تبعید خودخواسته» نامید، به کامرون بازگشت.
او با DUTA، یا لمس هنری شهری دوآلا، مرتبط است، که به هنرمندان بصری آفریقای مرکزی در دوآلا اجازه می‌دهد آثار خود را به اشتراک بگذارند. آگاهی اجتماعی اسانبا از هر دو قاره اروپا و آفریقا منجر به ایجاد بنیاد خانه اسانبا در سال ۲۰۰۹ شد، جایی که او دختران خیابانی در کامرون را راهنمایی می‌کند تا اعتماد به نفس و ارزش خود را بسازند، شخصاً درس‌هایی می‌دهد و مهارت‌هایی را آموزش می‌دهد تا به دختران در کامرون کمک کند شرایط زندگی خود را بهبود بخشند و برای خود حرفه‌هایی ایجاد کنند.

## زندگی حرفه‌ای در عکاسی
عکاسی اسانبا بر زنان آفریقایی و شکستن کلیشه‌های جنسیتی تمرکز دارد. او تلاش می‌کند تا بحث‌هایی میان فرهنگ‌ها و مردم ایجاد کند و به موضوعات خود ارزش و صدا بدهد. هنر او نه تنها تحت تأثیر مدرنیسم قرار دارد، بلکه از تبار آفریقایی و محیط فرهنگی متنوع کشورهایش نیز بهره می‌برد. با بهره‌گیری از تجربیات شخصی، تاریخ، فرهنگ، دیدگاه و تأثیرات محیطی، عکس‌های اسانبا تکنیک را با حس قوی احساسات ترکیب می‌کنند. علاوه بر این، او مرزهای بین عکاسی واقع‌گرایانه، تفسیر اجتماعی و سیاسی، مستند و عکاسی رسمی را به چالش می‌کشد و در عین حال دیدگاه زیبایی‌شناسانه خود از بدن زن سیاه‌پوست را نمایش می‌دهد.
اولین نمایشگاه او در سال ۱۹۸۵ در گالری آرت کالکتیو در آمستردام برگزار شد. سری عکس‌های سیاه و سفید او در سال ۱۹۹۵، «خط سفید»، در سال ۱۹۹۶ برنده جایزهجایزه ویژه آفریقا در جشنواره سه قاره در نانت شد. او آثار خود را در چندین نمایشگاه در آفریقا، آسیا، اروپا، آمریکای لاتین، امارات متحده عربی و ایالات متحده به نمایش گذاشته است از جمله: بینال هاوانا (۱۹۹۴)، بینال ونیز (۱۹۹۴)، بینال ژوهانسبورگ (۱۹۹۵)، جشنواره سه قاره (۱۹۹۶).